# Reszel
Reszel (germană Rößel, în prusaca veche Resel/Resl) este un oraș în Polonia.